# 김동헌 (야구 선수)
김동헌(金東憲, 2004년 7월 15일~)은 대한민국의 야구 선수로 현재 KBO 리그의 팀인 키움 히어로즈의 포수이다.

## 프로 경력
2023년에 키움 히어로즈에 입단하였다. 2023년 4월 4일 LG 트윈스와의 경기에 출전하며 데뷔 첫 경기를 치렀고, 경기에서 1타수 무안타를 기록했다.

## 국가대표팀 경력
2023년 9월 중국 항저우에서 열린 2022년 아시안 게임에 참가했으며 대한민국 대표팀의 금메달 획득에 기여했다. 같은 해 11월에는 일본에서 열린 2023년 아시아 프로야구 챔피언십에 참가하여 준우승을 차지했다.

## 통산 기록
| 연도 | 팀명  | 타율  | 경기 | 타수 | 득점 | 안타 | 2루타 | 3루타 | 홈런 | 루타 | 타점 | 도루 | 도실 | 볼넷 | 사구 | 삼진 | 병살 | 실책 |
| ---- | ----- | ----- | ---- | ---- | ---- | ---- | ----- | ----- | ---- | ---- | ---- | ---- | ---- | ---- | ---- | ---- | ---- | ---- |
| 2023 | 키움  | 0.242 | 102  | 211  | 22   | 51   | 5     | 2     | 2    | 61   | 17   | 0    | 0    | 17   | 8    | 55   | 7    | 4    |
| 2024 | 키움  | 0.200 | 2    | 5    | 0    | 1    | 0     | 0     | 0    | 1    | 1    | 0    | 0    | 1    | 1    | 0    | 0    | 1    |
| 통산 | 2시즌 | 0.241 | 104  | 216  | 22   | 52   | 5     | 2     | 2    | 67   | 2    | 0    | 0    | 18   | 9    | 55   | 0    | 1    |